# Forma normal de Hesse

Gráfico de la normal (en rojo) y la distancia del origen a la recta (en verde) calculada con la forma normal de Hesse.

La forma normal de Hesse normal, nombrada así por Otto Hesse, es una ecuación usada en geometría analítica y describe una recta en {\displaystyle \mathbb {R} ^{2}}, un plano en el Espacio euclídeo {\displaystyle \mathbb {R} ^{3}} o un hiperplano en dimensiones mayores. Es usada principalmente para calcular distancias (ver distancia de un punto a un plano y distancia de un punto a una recta). 
Se escribe como 
{\displaystyle {\vec {r}}\cdot {\vec {n}}_{0}-d=0.\,}
El punto {\displaystyle \cdot } indica el producto escalar o producto punto. 
El vector {\displaystyle {\vec {n}}_{0}} representa el vector normal unidad de E o g, que apunta desde el origen del sistema de coordenadas al plano (o línea, en 2D). La distancia {\displaystyle d\geq 0} es la distancia desde el origen hasta el plano (o recta).
Esta ecuación es satisfecha por todos los puntos P, ubicados precisamente en el plano E (o en 2D, en la recta  g ), descrito por el vector de ubicación {\displaystyle {\vec {r}}} que apunta desde el origen del sistema de coordenadas a P.

## Derivación/Cálculo de la forma normal
Nota: Por simplicidad, la siguiente derivación discute el caso 3D. Sin embargo, también es aplicable en 2D.
En la forma normal,
{\displaystyle ({\vec {r}}-{\vec {a}})\cdot {\vec {n}}=0\,}
un plano está dado por el vector normal {\displaystyle {\vec {n}}} así como un vector de posición arbitrario {\displaystyle {\vec {a}}} de un punto {\displaystyle A\in E}. La dirección de {\displaystyle {\vec {n}}} se elige para satisfacer la siguiente desigualdad
{\displaystyle {\vec {a}}\cdot {\vec {n}}\geq 0\,}
Al dividir el vector normal {\displaystyle {\vec {n}}} por su magnitud {\displaystyle |{\vec {n}}|}, obtenemos el vector normal unitario (o normalizado)
{\displaystyle {\vec {n}}_{0}={{\vec {n}} \over {|{\vec {n}}|}}\,}
y la ecuación anterior se puede reescribir como
{\displaystyle ({\vec {r}}-{\vec {a}})\cdot {\vec {n}}_{0}=0.\,}
Substituyendo
{\displaystyle d={\vec {a}}\cdot {\vec {n}}_{0}\geq 0\,}
obtenemos la forma normal de Hesse
{\displaystyle {\vec {r}}\cdot {\vec {n}}_{0}-d=0.\,}
En este diagrama, d es la distancia desde el origen. Debido a que {\displaystyle {\vec {r}}\cdot {\vec {n}}_{0}=d} se cumple para cada punto del plano, también es cierto en el punto Q (el punto donde el vector del origen se encuentra con el plano E), con {\displaystyle {\vec {r}}={\vec {r}}_{s}}, según la definición de producto escalar
{\displaystyle d={\vec {r}}_{s}\cdot {\vec {n}}_{0}=|{\vec {r}}_{s}|\cdot |{\vec {n}}_{0}|\cdot \cos(0^{\circ })=|{\vec {r}}_{s}|\cdot 1=|{\vec {r}}_{s}|.\,}
La magnitud {\displaystyle |{\vec {r}}_{s}|} de {\displaystyle {{\vec {r}}_{s}}} es la menor distancia del origen al plano.